# Bomolocha albopunctata
Bomolocha albopunctata är en fjärilsart som beskrevs av Johann Gottlieb Otto Tepper 1881. Bomolocha albopunctata ingår i släktet Bomolocha och familjen nattflyn. Inga underarter finns listade i Catalogue of Life.